# روزهای آبی
روزهای آبی یک مجموعه تلویزیونی است به کارگردانی محمدرضا حاجی‌غلامی و تهیه کنندگی پرویز امیری که از ۲۳ اردیبهشت ۱۴۰۰ از شبکه پنج پخش شد.

## داستان
قصه سریال «روزهای آبی» پیرامون خانواده‌ای است که بنا به دلایلی از شهر به روستا می‌روند و تغییر سبک زندگی شان دست مایه اصلی داستان خواهد بود. پدر خانواده پولهایش را شریک او ربوده و قرار است به زندان بیفتد. اواز دخترش می‌خواهد قبل از توقیف شدن خانه او به اتفاق خواهر و برادرش به شمال و روستا بعد سالها نزد خاله اشان بروند تا در امان باشند. از طرفی قرار است ساره با نامزدش ازدواج کند و به آلمان بروند. اما…
آنها به سمت شمال حرکت می‌کنند. در راه ارن خراب شده و در نمایندگی توسط طلبکاران پدر توقیف می‌شود.
آنها به سختی خود را به روستای خاله می‌رسانند. خاله بدنبالشان میآید و به خانه می‌برد.
خاله خانه اش را تبدیل به بومگردی کرده و همراه پسرش اقبال و عروسش محبوبه و دختر خوانده اش در آنجا کار و زندگی می‌کنند.
اتاقی به آنها می‌دهند. برادر ساره جای آنها را به نامزدش لو می‌دهد. او می‌آید و به ساره می‌گوید به آلمان بروند. ساره او را همراهی می‌کند ولی در راه پشیمان شده برمیگردد. پدر در زندان است.
ساره می‌خواهد زمین‌های ارثی مادرش را بفروشد تا بدهی پدرش را بدهد. آقا ضیا مشاور پدر گفته مادرش زمین زیاد و با ارزشی دارد. او بدون اطلاع خاله از محبوبه کمک می‌گیرد و او برادر قالتش نیمچه را معرفی می‌کند. تا اینکه او آنها را پیش رئیس شورا می‌برد. اما خاله مطلع شده و پس از ماجراهایی کار سند زمین را از طریق شورای معطل روستا حل می‌کند. نیمچه مشتری میاورد. ماشالله کلاهبردار رئیس شورا فراری می‌شود و بقیه دستگیر و نیمچه سرگردان می‌شود. او مشتری را به ساره معرفی می‌کند. او کسی نیست جز بردیا نامزدش… پایان
قرار بر ساخت سری دو این سریال بود که نشد متأسفانه.
سریال کمدی عاشقانه جذابی که تا بحال چهار بار از تلویزیون پخش شده…

## بازیگران
| بازیگر           | نقش                          | توضیحات                                         |
| ---------------- | ---------------------------- | ----------------------------------------------- |
| ویدا جوان        | ساره افشار                   | نامزد بردیا، دختر حمید، خواهر سهیل و ستاره      |
| سامان صفاری      | بردیا شایان                  | نامزد ساره                                      |
| اکبر عبدی        | ماشاالله خان                 | رئیس شورای روستا، رقیب گلاب                     |
| فریبا متخصص      | خاله گلاب                    | مادر اقبال، خاله ساره و سهیل و ستاره            |
| ایرج نوذری       | حمید افشار                   | پدر ساره و سهیل و ستاره                         |
| علیرضا جلالی‌تبار | امیرعلی دانش                 | پزشک                                            |
| امیر غفارمنش     | عشرت (نیمچه)                 | برادر محبوبه                                    |
| کیوان ساکت‌اف     | اقبال                        | نامزد محبوبه، پسر گلاب، پسرخاله ساره            |
| مهسا غفوری       | ماسو                         | دختر ناشنوا، دختر خوانده خاله گلاب              |
| نادر سلیمانی     | نعمت                         | پادوی ماشاالله، دهیار روستا                     |
| مهران رجبی       | شیخ رحیم                     | روحانی روستا، پدر زن احمد معصوم                 |
| علی سلیمانی      | سروان ترابی پور (احمد معصوم) | مسئول پاسگاه نورآباد                            |
| رامین ناصرنصیر   | جلال طالبی                   | از اهالی روستا، معلم روستا، پدر نجیب، شوهر فخری |
| افشین سنگ‌چاپ     | هاشم سلمونی                  | از اهالی روستا، آرایشگر                         |
| مرتضی زارع       | همتی                         |                                                 |
| مجید پتکی        | جواد                         | از اهالی روستا، پسر رئیس سابق شورا (رمضان علی)  |
| عاطفه چوپانی     | محبوبه                       | نامزد اقبال، خواهر عشرت،                        |
| پرهام موحدی      | سهیل افشار                   | پسر حمید، برادر ساره و ستاره، دوست نجیب         |
| علی افتخاری مقدم | حسن                          | از اهالی روستا، پسر هاشم سلمونی                 |
| آیدا مرادی       | فخری                         | همسر جلال، مادر نجیب                            |